# Par la force et par la ruse

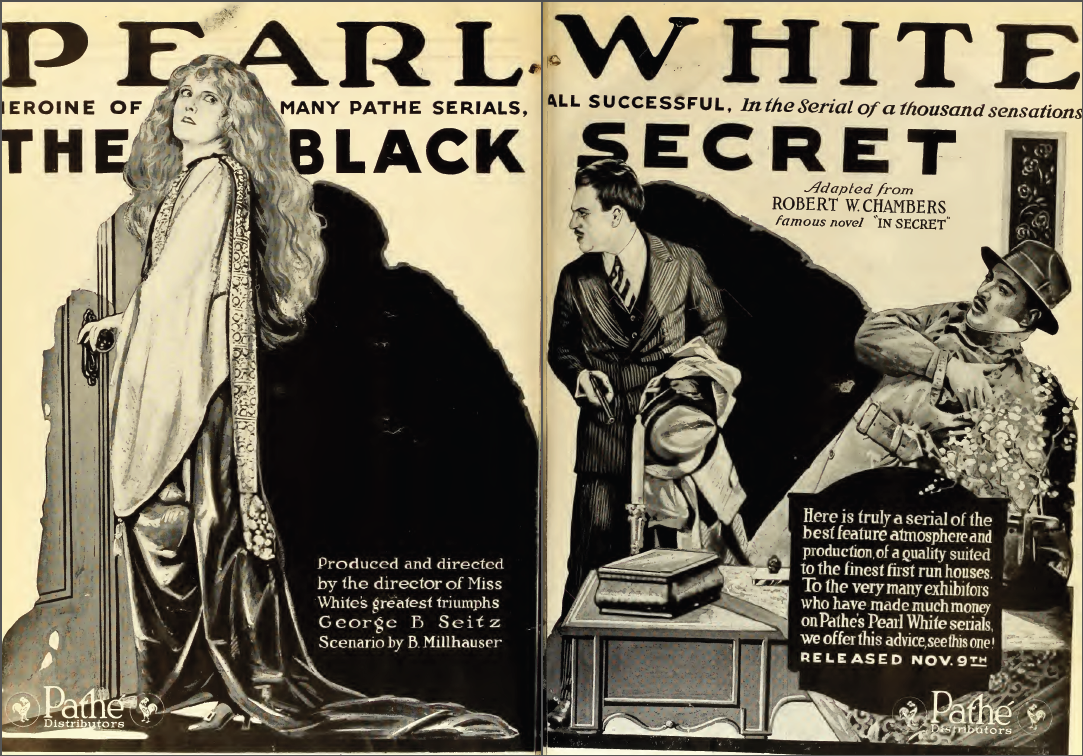
Annonce pour le film dans le magazine Film Daily.

Par la force et par la ruse (titre original : The Black Secret) est un film à épisodes américain muet réalisé par George B. Seitz, sorti en 15 épisodes en 1919.

## Fiche technique
- Titre original : The Black Secret
- Titre français : Par la force et par la ruse
- Réalisateur : George B. Seitz
- Scénario : Bertram Millhauser, d'après In Secret, roman de Robert W. Chambers
- Pays de production:  États-Unis
- Langue : Anglais
- Format : Noir et blanc - 1,33:1 - Son : muet
- Date de sortie : 1919

## Distribution

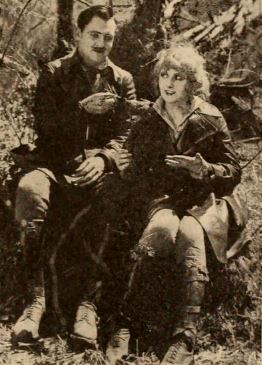
Walter McGrail et Pearl White dans une scène du film.

- Pearl White
- Walter McGrail
- Wallace McCutcheon Jr.
- George B. Seitz
- Henry G. Sell
- Harry Semels

## Liste des épisodes
1. The Great Secret
2. Marked for Death
3. The Gas Chamber
4. Below the Waterline
5. The Acid Bath
6. The Unknown
7. The Betrayal
8. A Crippled Hand
9. Woes of Deceit
10. The Inn of Dread
11. The Death Studio
12. The Chance Trail
13. Wings of Mystery
14. The Hidden Way
15. The Secret Host